# كلوروبوتانول
كلوروبوتانول (أو حسب التسمية النظامية 1،1،1-ثلاثي كلورو-2-ميثيل-2-بروبانول) هو مركب كيميائي له الصيغة المجملة C4H7Cl3O، وهو عبارة عن مادة صلبة بيضاء اللون، ويصنف من فصيلة الكحولات المستبدلة بالكلور.

## الأسماء المرادفة
Acetone chloroform ; chlorbutanol ; trichloro-tert-butanol ; β.β.β –trichloro-tert-butyl alcohol.

## الاستخدام الصيدلاني
يُستخدم الكلوروبوتانول في الأشكال العينية و الحقنية كمادة حافظة بتراكيز حتى 0.5% كما يُستخدم كمادة حافظة في محاليل الأدرينالين ( الإيبي نيفرين ) و محاليل خلاصة النخامة الخلفية و المحضرات العينية المعدة لمعالجة تضيق الحدقة. كما يُعد عاملاً حافظاً فعالاً و مميزاً في الأشكال اللامائية و يُستخدم لذات الغرض في مستحضرات التجميل.
كما يُستخدم كعامل ملدّن لإسترات و إيترات السليولوز كم استخدمت علاجياً كمركن خفيف و مسكن موضعي.

## التأثير على صحة الجسم
تُستخدم هذه المادة كمادة حافظة في العديد من الأشكال الصيدلانية خصوصاً العينية منها، و قد أشارت الدراسات التي تمت على الحيوانات إلى أن الكلوروبوتانول قد يكون ضاراً للعين، و عملياً فإن استخدامه الواسع في حفظ المستحضرات العينية واستخدام مثل هذه المستحضرات قد يترافق ببعض الآثار الجانبية التي تتضمن آثار قلبية وعائية بعد حقن مادة هيبارين الصوديوم المستخدم فيها كلوروبوتانول كمادة حافظة لدى حقنها وريدياً.
كما و يسبب آثاراً جانبية عصبية بعد تسريب كميات كبيرة من مستحضرات المورفين الحاوية على الكلوروبوتانول كمادة حافظة. كما و يسبب آثاراً تحسسية و لكنها نادرة الحدوث.

## سلامة الاستعمال
تختلف الاحتياطات المتبعة أثناء التعامل مع المادة باختلاف الكمية والظروف المحيطة. وقد تكون هذه المادة مخرشة للجلد و للأعين و الأغشية المخاطية، لذا يُنصح بحماية الأعين وارتداء القفازات والقناع الواقي من الغبار في الأوساط قليلة التهوية، وهنالك احتمال ضعيف أن تشتعل المادة لدى تعرضها للحرارة أو اللهب.

## التنافرات
بسبب الصعوبات المشتركة مع الامتزاز، فالكلوروبوتانول يتنافر مع العبوات الحقنية البلاستيكية و السدادات المطاطية و البنتونايت وثلاثي سيليكات المغنسيوم والبولي اتيلين والبولي هيدروكسي إتيل ميتا كريلات و التي تُستعمل في العدسات اللاصقة اللينة، وإلى حد أقل مع الكربوكسي متيل سيللوز والبولي سوربات 80 تخفض الفعالية المضادة للجراثيم بواسطة الامتزاز أو التكون المعقّد.